# ألفا أميلاز
ألفا أميليز (α-amylase) هو إنزيم EC 3.2.1.1 الذي يحلل روابط ألفا من السكريات الكبيرة المرتبطة بألفا، مثل النشا والجليكوجين، وينتج عنه سلاسل أقصر، ديكسترين، و مالتوز. إنه الشكل الرئيسي للأميلاز الموجود في البشر والثدييات الأخرى. كما أنه موجود في البذور التي تحتوي على النشا كمخزون غذائي، ويفرزه العديد من الفطريات. وهو عضو في عائلة جليكوسيد هيدرولاز 13.